# Песочинское сельское поселение
Песочинское се́льское поселе́ние — муниципальное образование в Путятинском районе Рязанской области России.
Административный центр — село Песочня.

## История
Образовано в результате упразднения Песочинского сельского округа в 2004 г., точнее его переименования при сохранении прежних границ и входящих населённых пунктов.

## Население
| 2010 | 2012 | 2013 | 2014 | 2015 | 2016 | 2017 |
| ---- | ---- | ---- | ---- | ---- | ---- | ---- |
| 827  | ↘813 | ↘786 | ↘768 | ↘761 | ↘735 | ↗741 |
| 2018 | 2019 | 2020 | 2021 |      |      |      |
| →741 | ↘717 | ↘696 | →696 |      |      |      |

## Административное устройство
Образование и административное устройство сельского поселения определяются законом Рязанской области от 07.10.2004 № 90-ОЗ.
Границы сельского поселения определяются законом Рязанской области от 08.10.2008 № 115-ОЗ.

## Состав поселения
В состав сельского поселения входят 10 населённых пунктов:
| №  | Населённый пункт                 | Тип населённого пункта       | Население |
| -- | -------------------------------- | ---------------------------- | --------- |
| 1  | Городок                          | посёлок                      | 0         |
| 2  | Княгиня                          | деревня                      | 27        |
| 3  | Маровский                        | посёлок                      | 0         |
| 4  | Песочинского крахмального завода | посёлок                      | 2         |
| 5  | Песочня                          | село, административный центр | ↘768      |
| 6  | Проточный                        | посёлок                      | 9         |
| 7  | Рассвет                          | посёлок                      | 4         |
| 8  | Тарасовка                        | посёлок                      | 0         |
| 9  | Черняевка                        | посёлок                      | 9         |
| 10 | Шефский                          | посёлок                      | 8         |